# Тофано, Густаво
Густаво Тофано (итал. Gustavo Tofano; 22 декабря 1844, Неаполь — 30 июня 1899, там же) — итальянский пианист, музыкальный педагог и композитор.
Учился игре на фортепиано в Пизе и Турине, в Болонье у Стефано Голинелли, завершив своё образование в Неаполе под руководством Джузеппе Лилло (фортепиано) и Джузеппе Стаффа (композиция).
В 1872 г. сменил своего наставника Голинелли на посту профессора фортепиано Болонского филармонического лицея, в 1881 г. член совета директоров лицея. В 1883—1895 гг. участник Болонского трио вместе с Франческо Серато и Федерико Сарти. Автор многочисленных фортепианных пьес, оперы, ряда кантат.
Среди учеников Тофано, в частности, такие значительные музыканты, как Бруно Муджеллини и Луиджи Кьяффарелли.